# غوران سريتينوفيتش
غوران سريتينوفيتش هو مدرب كرة قدم ولاعب كرة قدم صربي في مركز حراسة المرمى، ولد في 9 ديسمبر 1968. لعب مع أورالان إليستا.